# Antologija
Antologija (grško ανθoλoγια anthologia) je zloženka iz grških besed ανθoς
anthos v pomenu »cvet« in izpeljanke iz besede λεγω legō - λεγιεν legien v pomenu »izbirati«. Beseda je prvotno v slovenščini pomenila »cvetnik, cvetober«. Danes beseda antologija pomeni zbirko, tudi izbor, najlepših, zlasti leposlovnih del (pesmi, črtic, novel itd.) raznih avtorjev.
Antologija, ki je prvotno pomenila »zbirka cvetja« je današnji pomen - izbor najlepših del - dobila po naslovu bizantinskega zbornika epigramov Antologija nastalega okoli leta 1300.
Beseda antologija se na Slovenskem uporablja od začetka 19. stoletja.